# Sarah McKenzie
Sarah McKenzie, née en 1989 à Bendigo en Australie, est une musicienne de jazz australienne. Elle est chanteuse, pianiste et compositrice.

## Biographie
Née en 1989 à Bendigo, elle grandit à Melbourne. Elle étudie le piano classique, enfant, mais cette pratique l’ennuie, jusqu’à ce que son père lui présente un professeur de piano de blues et de boogie-woogie,. À l'âge de 16 ans, elle écrit ses premières chansons. De 2007 à 2009, elle étudie à la West Australian Academy of Performing Arts à Perth. Pendant ses études, elle commence à composer sérieusement de la musique et participe à des formations. Revenue à Melbourne, elle forme un groupe et se produit dans les principaux festivals australiens, le Wangaratta Jazz Festival, le Melbourne International Jazz Festival, le Stonnington Jazz Festival et le Melbourne Women in Jazz Festival avec des musiciens tels que James Morrison. Elle effectue aussi une tournée comme chanteuse avec Michael Bublé, et ouvre les spectacles de John Patitucci et Enrico Rava[.
Elle signe un contrat avec ABC Music en 2010. Son album Close Your Eyes remporte le ARIA Music Awards 2012 du meilleur album jazz, après avoir été nommée l’année précédente, en 2011, avec Don't Tempt Me'.
Elle est à nouveau nommée en 2015 pour We Could Be Lovers. Cet album remporte aussi un Australian Jazz Bell Awards, toujours en 2015, au titre du meilleur album vocal jazz australien. Ce troisième album sort sous le label Impulse!. L'album Paris in the Rain (Paris sous la pluie) suit en 2017. Entre 2015 et l'été 2018, elle vit à Paris, travaillant notamment avec Michel Legrand, avant de s'installer à New York, puis à Londres en 2019.
L’album sorti en 2019, Secrets of My Heart, est considéré comme le plus personnel. Il comporte sept titres originaux et des reprises, notamment de John Barry, de Michel Legrand, ou de Dinah Washington,.

## Discographie
- 2011 : Don't Tempt Me - ABC Music[10]
- 2012 : Close Your Eyes - ABC Music[11]
- 2014 : We Could Be Lovers - ABC Music
- 2017 : Paris in the Rain - Impulse!
- 2019 : Secrets of My Heart - Normandy Lane Music
- 2023 : Without You - Normandy Lane Music.